# 제임스 웨인라이트
제임스 웨인라이트(James Wainwright, 1938년 3월 5일 ~ 1999년 12월 20일)는 미국의 영화배우, 텔레비전 배우이다.
댄빌에서 태어났으며 로스앤젤레스에서 사망하였다.

## 영화
- 생존자 (1983년)
- 무장 트럭 (1982년)
- 더 폴 가이 (1981년)
- 골치 아픈 개 블루스 (1978년)
- 용감한 형제 (1977년)
- 에드가 후버의 개인 파일 (1977년)
- 조 키드 (1972년)
- 수사관 맥클라우드 (1970년)